# Боровики (Кирово-Чепецкий район)
 Боровики  — деревня в Кирово-Чепецком районе Кировской области в составе Пасеговского сельского поселения.

## География
Расположена к востоку от железнодорожных путей станции Лянгасово.

## История
Известна с 1802 года как деревня Алалыкинская и 3 дворами и с населением 9 душ мужского пола. В 1873 году в деревне (Алалыкинская 1-я или Боровики) дворов 6 и жителей 52, в 1905 12 и 82, в 1926 (Боровики или  Алалыкинская 1-я) 16 и 64, в 1950 10 и 49, в 1989 54 жителя. Настоящее название утвердилось с 1950 года.

## Население
Постоянное население составляло 27 человек (русские 100%) в 2002 году, 24 в 2010.